# Ontalvilla de Almazán
Ontalvilla de Almazán ist ein Ort mit 30 Einwohnern (Stand 2020) in der Gemeinde Adradas in der Provinz Soria im Norden Spaniens.
Ontalvilla de Almazán liegt in einer Höhe von ca. 1091 Metern ü. d. M., etwa zwei Kilometer westlich von Adradas.

## Bevölkerungsentwicklung
| Jahr      | 1842 | 1981 | 2011 | 2020 |
| Einwohner | 270  | 67   | 35   | 30   |

## Geschichte
Die ehemals eigenständige Gemeinde Ontalvilla de Almazán wurde Ende des 20. Jahrhunderts nach Adradas eingemeindet.

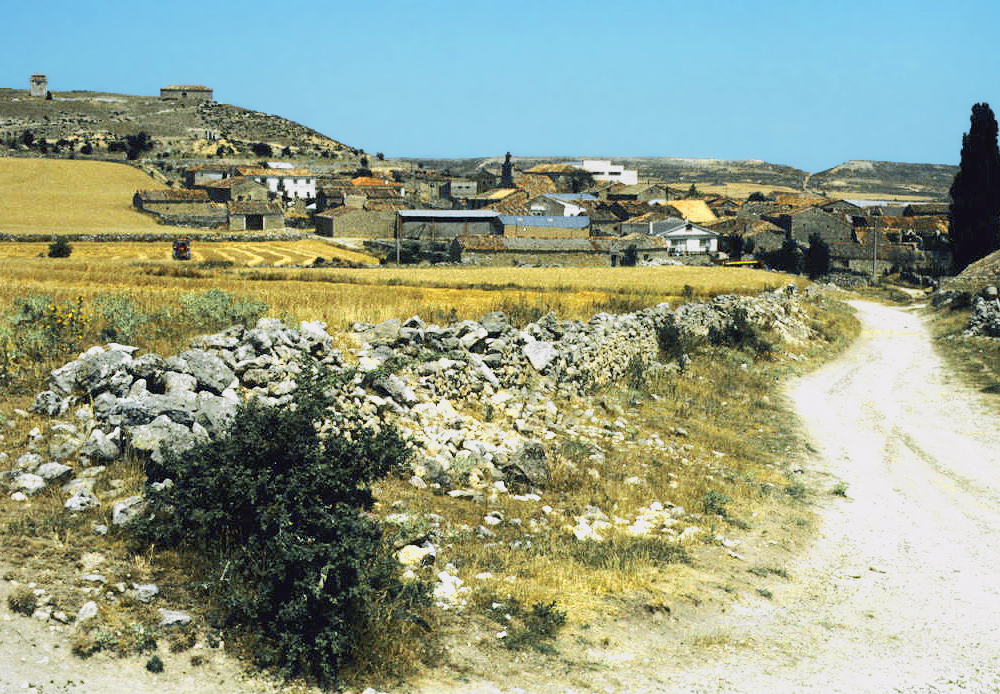
Ontalvilla de Almazán